# 约翰·阿洛伊西

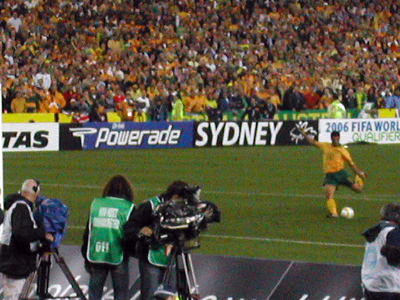
约翰·阿洛伊西

约翰·阿洛伊西（英語：John Aloisi，1976年2月5日—），已退役澳大利亚足球运动员，司职前锋。

## 足球生涯
阿洛伊西还曾效力于阿德莱德城、标准列日、皇家安特卫普、克雷莫纳、朴茨茅斯、考文垂、奥萨苏纳及阿拉维斯足球俱乐部。
他也是澳大利亚国家队常客，曾出席2006年世界杯和2007年亚洲杯足球赛。

## 琐事
- 阿洛伊西是足球游戏Pro Evolution Soccer 6澳大利亚版的封面人物。
- 2006年阿洛伊西被The Advertiser报选为南澳年度最佳球员 Archive.today的存檔，存档日期2012-09-10